# Pacsay Attila
Pacsay Attila (Veszprém, 1970. október 30. –) magyar zeneszerző. Elsősorban a film és a színház területén dolgozik, nevéhez fűződik többek közt a 2007-ben Oscar-díjra jelölt Maestro című animációs rövidfilm zenéje.

## Életrajz
Pacsay Attila 1995-ben végzett a Budapesti Zeneakadémia zeneszerzés szakán Petrovics Emil tanítványaként. Azóta szabadúszóként dolgozik, tíz nagyjátékfilm, számos rövidfilm, televíziós és színházi produkció zenéje fűződik a nevéhez. 2001 óta a Moholy-Nagy Művészeti Egyetem vizuális kommunikáció szakának művésztanára.
2004-ben az Oscar-díjas "Légy" című animációs film rendezője, Rofusz Ferenc kérte fel legújabb produkciója zeneszerzőjének. 2006-ban az M. Tóth Géza által rendezett "Maestro" című film közreműködőjeként már saját munkái között is tudhat Oscar-díj nevezett alkotást. Ezzel a filmmel egyébként több, mint 50 nemzetközi fesztiváldíjat söpörtek be az alkotók (KGB Stúdió).
2008-ban a szerbiai ANIMANIMA fesztiválon a "Best Sound Design" díjat kapta "Ergo" című filmért. 2009-ben a Kecskeméti Animációs Filmfesztivál (KAFF) "Legjobb Zene" díjával jutalmazta a zsüri, szintén az "Ergo" című filmért.

## Zenéje
Leginkább akusztikus hangszerekkel dolgozik, a kortárs zenéből, modern dzsesszből ismert kisebb kamarazenei formációktól a szimfonikus zenekarig sokféle összeállítású együttesre komponál. Szívesen építi be zenéibe a képi környezet hangjait. A környezet neszei, zörejei zenei struktúrákká válnak, a különféle hangszerekkel sajátos hangzásvilágot hoznak létre.

## Válogatott művei
- 2022: Átjáróház, r Madarász Isti
- 2020: Post Mortem, r Bergendy Péter
- 2020: Zárójelentés, r. Szabó István
- 2019: Apró mesék, r. Szász Attila
- 2018: Trezor, r. Bergendy Péter
- 2017: Budapest Noir, r. Gárdos Éva
- 2015: The Carer, r. Edelényi János
- 2015: Hajnali láz, r. Gárdos Péter
- 2014: A tolonc, r. Kertész Mihály
- 2014: Six Dance Lessons in Six Weeks Archiválva 2015. november 20-i dátummal a Wayback Machine-ben, r. Arthur Allan Seidelman
- 2013: Heaven's Vanguard, r. Emil Goodman
- 2013: Kispárizs, r. Nagypál Orsi
- 2012: The Lady With Long Hair, r. Bakos Barbara
- 2011: Patrick és Theo, r. Nagy Márton, Kovács Márton, B.Nagy Ervin
- 2011: Henry Waltz, r. Emil Goodman
- 2011: It Happened in TLV, r. Juszt Balázs
- 2010: Szofita Land, r. Szofita
- 2009: Orsolya, r. Szederkényi Bella
- 2009: Ne mozdulj!, r. Tóth Balázs
- 2009: Mama, r. M. Tóth Géza
- 2009: Detti és Drót, r. Heim István
- 2009: Érintés, r. Cakó Ferenc
- 2008: Ergo, r. M.Tóth Géza
- 2007: Arc, r. Cakó Ferenc
- 2007: Tibusz, közös lemez Tátrai Tiborral és a Mendelssohn Kamarazenekarral
- 2006: Ez kész! Pénz!, r. Varga Miklós, Szalay Zoltán
- 2006: Deja Vu, r. Klingl Béla
- 2005: Maestro, r. M.Tóth Géza
- 2004: Soldat Pulcinella – olasz-magyar-román színházi koprodukció, r. Simon Balázs
- 2004: Dog's Life, r. Rofusz Ferenc
- 2003: Crash, r. Richly Zsolt
- 2001: Piroska világa 5–6. rész, r. Heim István
- 2000: Urasima Taro, r. Mandula Éva
- 1999: Piroska világa 1–4. rész, r. Heim István
- 1998: Tól-ig, r. Hegedűs 2 László

## Külső hivatkozások
- KAFF